# Piptatherum coerulescens
Piptatherum coerulescens — вид рослин родини тонконогові (Poaceae).

## Опис
Стебла до 80 см, жолобчасті, голі. Листові пластини 20(40) × 0,05–0,3 см, плоскі або згорнуті, голі. Волоті 8–15 см, пухкі. Колоски від 5,8 до 8 мм, як правило, фіолетові. Цвіте з квітня по червень.

## Поширення
Північна Африка: Алжир; [пн.] Лівія [пн.]; Марокко; Туніс. Західна Азія: Кіпр; Ліван; Сирія [зх.]; Туреччина [зх. і пд.]. Південна Європа: Греція [вкл. Крит]; Італія [вкл. Сардинія, Сицилія]; Франція [вкл. Корсика]; Португалія [пд.]; Гібралтар; Іспанія [вкл. Балеарські острови, Канарські острови]. Населяє луки на скелястих і кам'янистих ґрунтах.